# Lorenzo Lazzari (cầu thủ bóng đá)
Lorenzo Lazzari (phát âm tiếng Ý: [loˈrɛn.t͡so ˈlad.d͡za.ri]; sinh ngày 6 tháng 6 năm 2003) là cầu thủ bóng đá chơi ở vị trí tiền vệ cho câu lạc bộ Victor San Marino tại Eccellenza và Đội tuyển bóng đá quốc gia San Marino.

## Sự nghiệp thi đấu
Từng chơi cho đội trẻ của San Marino Academy, Lazzari gia nhập Victor San Marino, một câu lạc bộ San Marino thi đấu tại Eccellenza (giải hạng năm trong hệ thống các giải bóng đá Ý) trước mùa giải 2022–23.
Ngày 8 tháng 12 năm 2022, anh ta ghi bàn thắng đầu tiên cho riêng mình tại giải đấu, khi tạo ra một cú vô lê từ ngoài vòng cấm trong chiến thắng 5–2 trước Sanpaimola. Vào ngày 16 tháng 3 năm 2023, Victor San Marino gia hạn hợp đồng với Lazzari đến tháng 6 năm 2026. Với 5 bàn thắng sau 28 trận, Lazzari đã giúp đội bóng của mình thăng hạng lên Serie D.

## Sự nghiệp quốc tế
Vào ngày 18 tháng 11 năm 2022, ở tuổi 19, Lazzari ra mắt San Marino trong trận giao hữu trước Saint Lucia. Sau khi vào sân thay người, Lazzari ghi bàn ở phút thứ 93 để gỡ hòa 1-1. Lazzari là cầu thủ ghi bàn trẻ thứ 2 của San Marino ở độ tuổi 19 năm, 164 ngày, đứng sau Alex Gasperoni ở tuổi 19 năm, 51 ngày khi ghi bàn vào năm 2003.

## Phong cách thi đấu
Lazzari đã được so sánh với huyền thoại Massimo Bonini, do sự giống nhau về lối chơi và vị trí thi đấu. Là một tiền vệ, anh ta đã được đánh giá cao về khả năng giành bóng của mình.

## Đời tư
Nickname của Lazzari, "Lello", ban đầu được đặt bởi em gái, người không thể phát âm tên "Lorenzo" của anh khi còn nhỏ.

## Thống kê

### Quốc tế
Tính đến 17 tháng 10 năm 2023
| Đội tuyển  | Năm       | Trận | Bàn thắng |
| ---------- | --------- | ---- | --------- |
| San Marino | 2022      | 2    | 1         |
| San Marino | 2023      | 7    | 0         |
| Tổng cộng  | Tổng cộng | 9    | 1         |

Tỷ số và kết quả liệt kê bàn thắng đầu tiên của San Marino, cột điểm cho biết điểm số sau mỗi bàn thắng của Lazzari.
| Thứ tự | Thời gian            | Địa điểm                                            | Đối thủ     | Ghi bàn | Kết quả | Giải đấu |
| ------ | -------------------- | --------------------------------------------------- | ----------- | ------- | ------- | -------- |
| 1      | 18 tháng 11 năm 2022 | Daren Sammy Cricket Ground, Gros Islet, Saint Lucia | Saint Lucia | 1–1     | 1–1     | Giao hữu |